# Síndrome de Parinaud

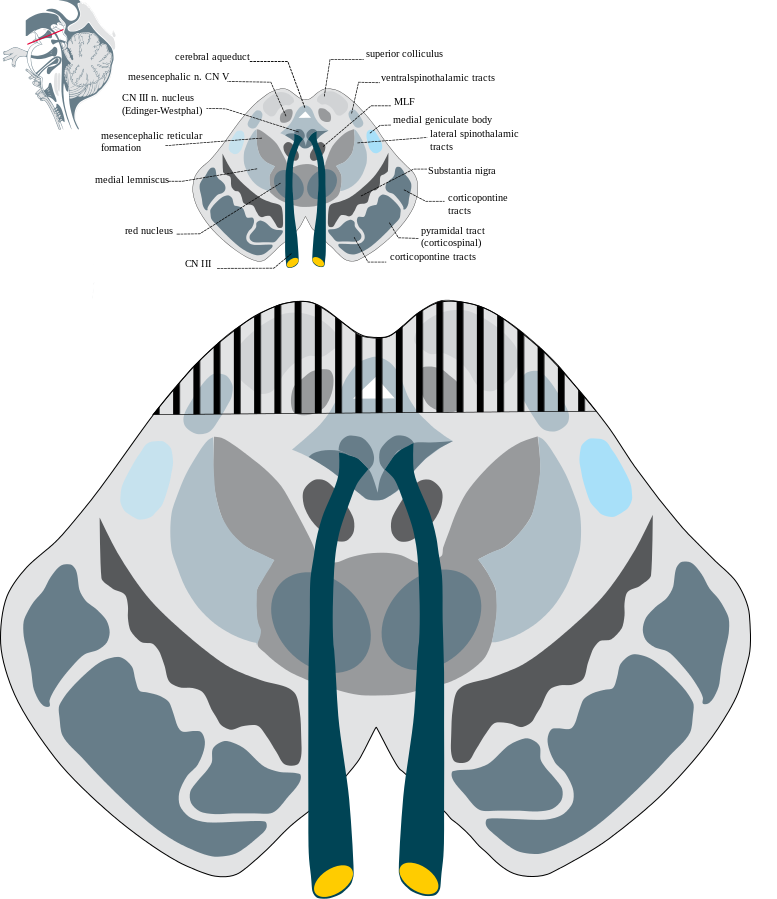
Imagem mostrando local da lesão

A síndrome de Parinaud, também conhecida como síndrome do mesencéfalo dorsal, é uma síndrome pré-tectal. Trata-se de uma paralisia da fixação ocular supranuclear vertical , que resulta de lesões mesencefálicas.
Dentre as variações existentes da síndrome estão:
1. Paralisia da fixação ocular supranuclear para cima (afeta movimentos rápidos e de busca dos olhos, com preservação dos reflexos oculocefálicos na maioria dos casos). Movimentos horizontais estão preservados.
2. Paralisia convergente
3. Retração das pálpebras (sinal de Collier)
4. 4."Sinal do sol poente" - Paralisia da fixação ocular para cima + Retração das pálpebras
5. Paralisia da acomodação
6. Menos frequentes: Paralisia do nervo abducente, nistagmo, oftalmoplegia internucleal[1]

## Etiologia[1]
Dentre as etiologias mais frequentes encontramos:
- Efeito expansivo de massas sobre a placa quadrigêmea (tumores em região pineal).
- Aumento da pressão intracraniana - secundária à compressão do teto mesencefálico por recessos suprapineais dilatados, em decorrência de hidrocefalia.
- AVC isquêmico ou hemorragia do tronco encefálico superior
- Esclerose múltipla
- Toxoplasmose (mais raramente)

## Diagnóstico Diferencial[1]
Dentre as condições que afetam a motilidade ocular e que poderiam se apresentar de forma semelhante à Síndrome de Parinaud, se destacam:
1. Síndrome de Guillain-Barré
2. Miastenia gravis
3. Hipotireoidismo
4. Botulismo